# Armans Ar C'halvez
Armañs ar C'halvez, de nom francès Armand Le Calvez, (Quemper-Guézennec, 1921-1972) va ser un abat i educador bretó. Va ser director de la revista d'estudis pedagògics en bretó Skol i també fundador i director de la primera escola d'ensenyament en bretó, l'escola catòlica Skol Sant-Erwan que funcionà entre 1958 i 1961, a Plouézec, entre Saint-Brieuc i Paimpol, on va ser rector de la parròquia. L'abat hagué de renunciar a l'empresa a causa de les noves lleis que reglamentaven les relacions entre les escoles privades i l'Estat a partir de 1962: no tenien pas llibertat d'escollir el seu programa d'ensenyament.
També va crear una revista per a infants, Wanig ha Wenig, que ha sobreviscut a la seva mort; i una organització jovenil, Breuriezh Sant Erwan.
Després de la seva mort, el seu amic l'abat Le Clerc of Lannion va donar a la Biblioteca Nacional de Gal·les la seva col·lecció de monografies i revistes literàries, amb obres en bretó i francès sobre llengua, literatura i història de Bretanya, així com llibres i pamflets sobre el bilingüisme en l'educació europea.

## Obres
- Un cas de bilinguisme: Le Pays de Galles. Histoire, littérature, enseignement. Lannion 1970.[4]
- Herve ha Nora - manuel de breton moderne. Ed. Skol (1982)